# Ramesh Ramdhan
Ramesh Ramdhan, né le 25 juillet 1960, est un arbitre de football trinidadien. Il est international de 1990 à 2005.

## Carrière
Il a officié dans de nombreuses compétitions : 
- Ligue des Champions de la CONCACAF 1990 (finale aller)
- Gold Cup 1993 (2 matchs)
- Coupe du monde de football des moins de 17 ans 1995 (1 match)
- Gold Cup 1996 (2 matchs dont la finale)
- Coupe des confédérations 1997 (2 matchs)
- Gold Cup 1998 (2 matchs dont la finale)
- Coupe du monde de football de 1998 (1 match)
- Gold Cup 2000 (1 match)
- Coupe du monde de football des moins de 17 ans 2001 (3 matchs)